# باغ‌شمال

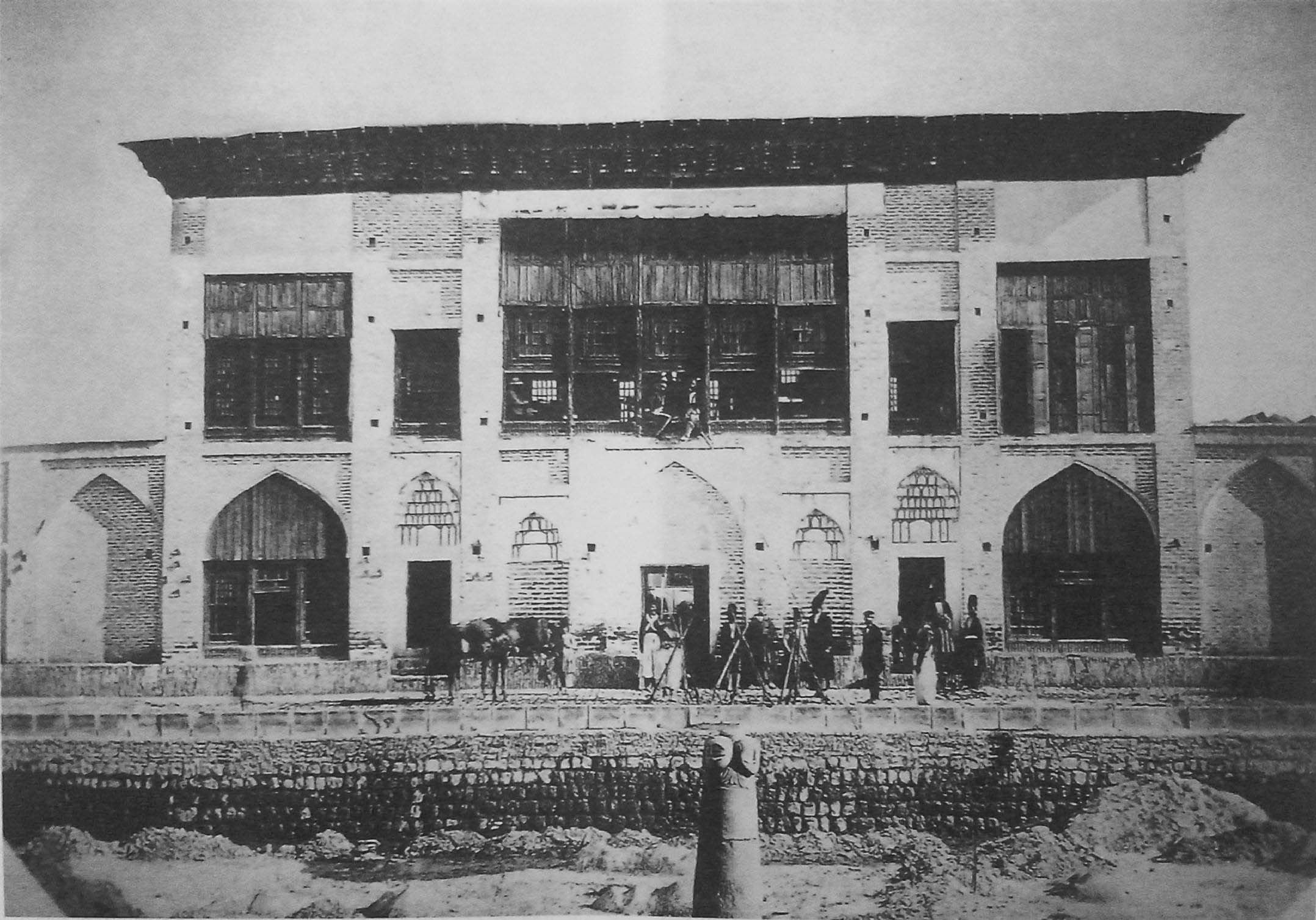
«عمارت قدیم» باغشمال تبریز، دورهٔ قاجار.

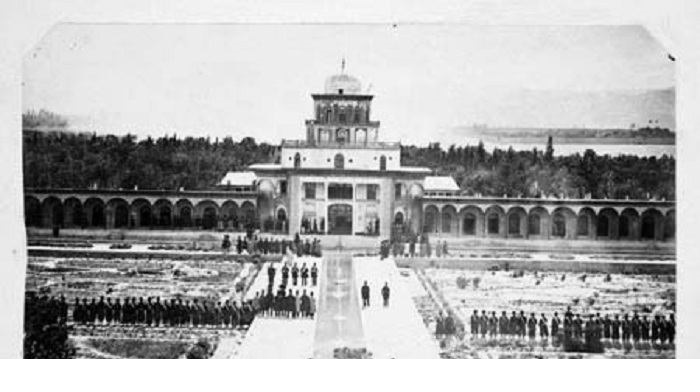
کلاه‌فرنگی باغ‌شمال

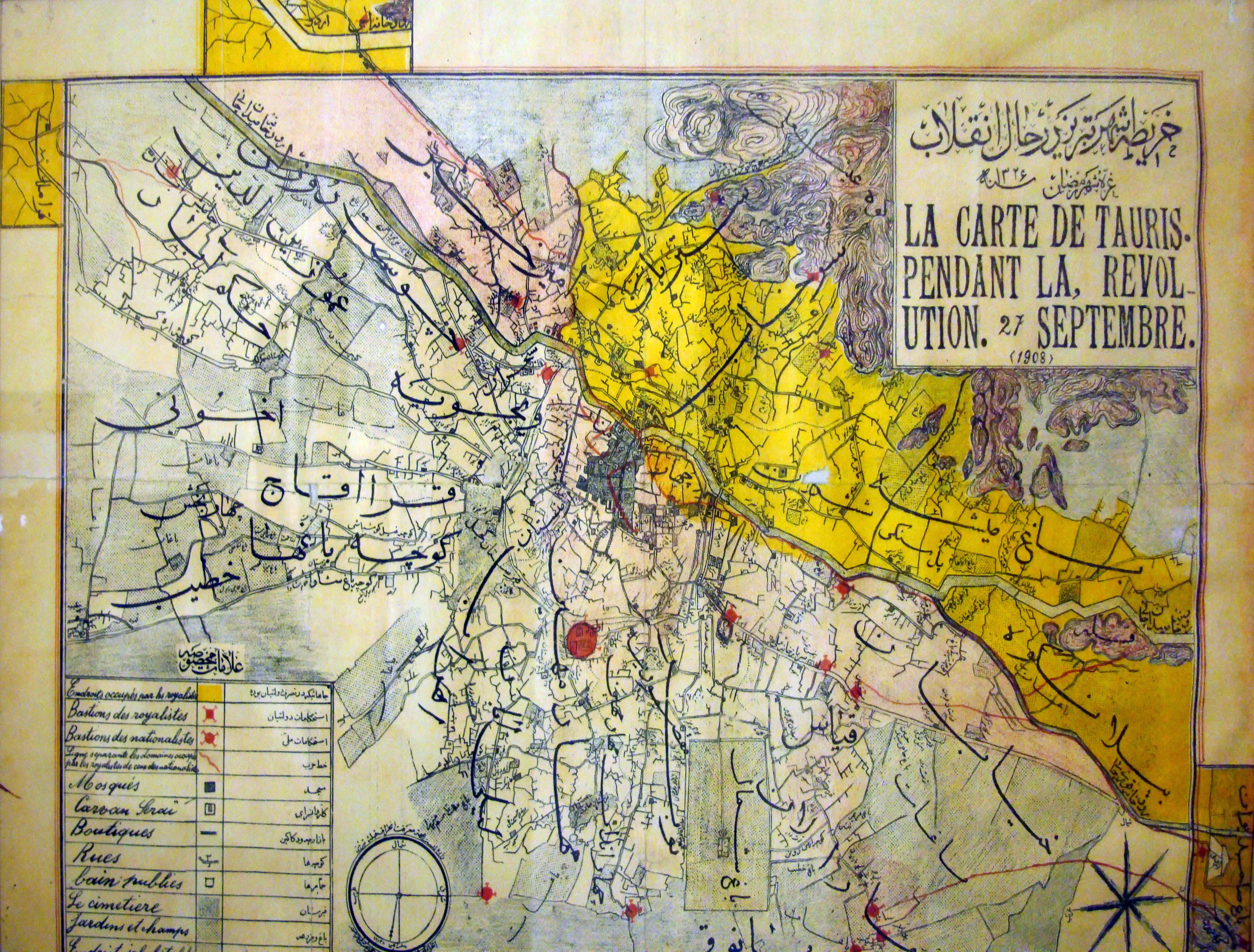
نقشه محلات تبریز -از جمله باغ‌شمال- در دوران مشروطه، سال ۱۹۰۸

باغْ‌شُمال یا باغ شازده (به زبان ترکی آذربایجانی: شازدا باغی) یا عشرت‌آباد یکی از باغ‌ها و کوی‌های تاریخی و معروف شهر تبریز است که در جنوب خاوری این شهر است. این باغ به‌دستور یعقوب آق‌قویونلو ساخته شده و در دوران صفوی و قاجار شاهزادگان میهمانی‌های خود را در آن برگزار می‌کردند. عباس میرزا و دیگر شاهزادگان قاجار در زمان شاهزادگی خود با ساختن ساختمان‌ها و کاخ‌های گوناگون در محوطهٔ باغ‌شمال بیشترین رونق و آبادانی را به آن بخشیدند به گونه‌ای که این باغ پس از عباس میرزا به «باغ شاهزاده» مشهور شد. در سال ۱۳۰۸ خورشیدی باغ‌شمال به تملک شهرداری درآمد و سرانجام برای گذشت زمان و فرسودگی و عدم رسیدگی ویران شد، همچنین ورزشگاه تختی نیز در بخشی از این باغ بزرگ و تاریخی ساخته شد.
فرهاد میرزا در این رابطه می‌نویسد:
طول باغ‌شمال تبریز یک هزار و پنجاه ذرع تبریز و عرض آن پانصد و بیست و چهار ذرع تبریز است.

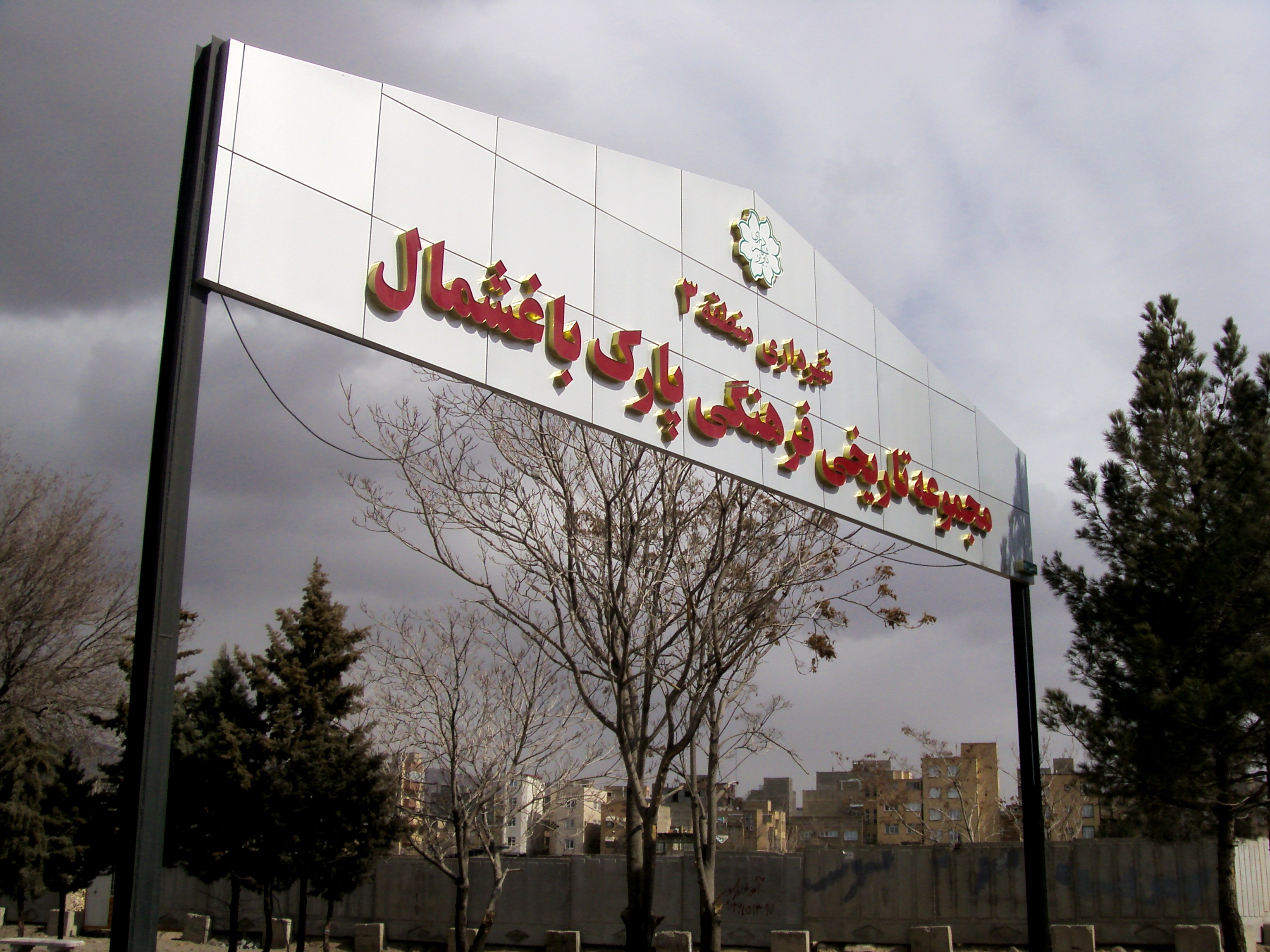
سردر مجموعه تاریخی فرهنگی پارک باغشمال

اجزا و بناهای این مجموعه از این قرار بوده اند:
- باغ بزرگ
- باغ بادام
- باغ گلستان
- باغ فرهاد و شیرین
- گلزار
- عمارت قدیم (عمارت نایب‌السلطنه یا حرمخانه)
- عمارت جدید
- کلاه‌فرنگی
- عمارت اعتضادیه[یادداشت ۱]
- سردر[یادداشت ۲]

این عمارت در سال ۱۴۰۱ خورشیدی توسط شهرداری تبریز در حال بازسازی بوده‌است.

## یادداشت
1. ↑  محل زندگی محمدعلی میرزا اعتضادالسلطنه (محمدعلی شاه بعدی) و برادرش در زمان ولایت عهدی پدرشان مظفرالدین میرزا (مظفرالدین شاه بعدی)
2. ↑  سردرْ در ضلعِ شمالیِ مجموعه قرار داشته است.